# Zelandotipula exserrata
Zelandotipula exserrata är en tvåvingeart som beskrevs av Alexander 1981. Zelandotipula exserrata ingår i släktet Zelandotipula och familjen storharkrankar.
Artens utbredningsområde är Venezuela. Inga underarter finns listade i Catalogue of Life.